# Mai 1817
Cette page présente les faits marquants du mois de mai 1817.

## Événements
- L'Église épiscopale des États-Unis crée le General Theological Seminary à New York.
- Début d’une épidémie de peste en Algérie[1] (fin en février 1818).

- 2 mai, Russie : oukaze de fondation du Lycée Richelieu à Odessa. Il est inauguré le 7 janvier 1818[2].

- 8 mai : le dey d’Alger, dont la flotte a été endommagé par le bombardements de 1816, reçoit le soutien de la Porte qui envoie une frégate en présent[1].

- 16 mai : prise de Fort Duurstede. Début de la révolte de Thomas Matulessy aux Moluques. Il est capturé puis exécuté le 16 décembre[3].

- 24 mai : les troupes de Francisco Javier Mina marchent vers l'intérieur du Mexique ; le 8 juin elles prennent Valle de Maíz, le 15 Peotillos et le 24 entrent à Fuerte del Sombrero, au nord-est de Guanajuato où elles se joignent aux rebelles de Pedro Moreno[4]. Le vice-roi Juan Ruiz de Apodaca envoie à leur rencontre une force commandée par le maréchal Pascual Liñán.
- Rattachement du hameau de Peney à la commune de Satigny (détachement de Russin).

## Naissances
- 11 mai : Léon Désiré Alexandre, peintre français († 17 février 1886).
- 17 mai : Thomas Davidson (mort en 1885), paléontologue britannique.

## Décès
- 10 mai : Jean-Sifrein Maury, cardinal français, archevêque de Paris (° 26 juin 1746).